# Orscheid
Orscheid ist ein Ortsteil von Aegidienberg, einem Stadtbezirk von Bad Honnef im nordrhein-westfälischen Rhein-Sieg-Kreis.

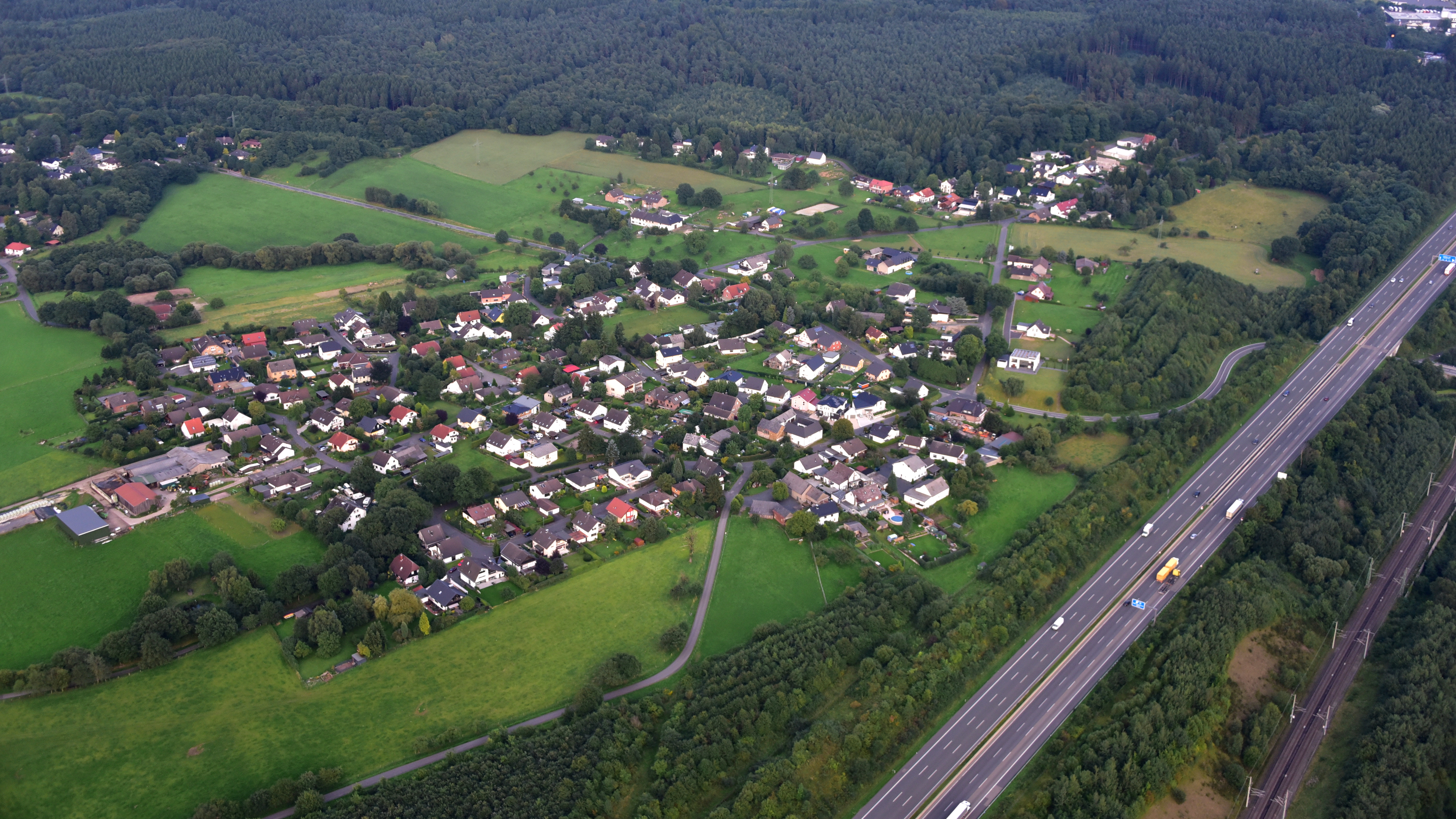
Orscheid (Luftaufnahme 2017)

## Geographie
Orscheid liegt in der Mitte der Gemarkung Aegidienberg östlich der Bundesautobahn 3 auf einem in Nord-Süd-Richtung verlaufenden Bergrücken. Die Ortschaft umfasst Höhenlagen zwischen 270 und 310 m ü. NHN. Nach Südosten steigt das Gelände über den an Orscheid angrenzenden Aegidienberger Wald zum Dachsberg an, nach Westen fällt es in das Tal des Retscheider Bachs und nach Nordwesten zum Gieselberg ab. Die nächstgelegenen Orte sind das bis auf 200 m an die geschlossene Ortschaft Orscheids heranreichende Wülscheid im Osten sowie auf der anderen Seite der Autobahn Rottbitze im Südwesten und Retscheid im Westen. Ähnlich wie Wülscheid lässt sich Orscheid in ein Ober- und ein (größeres) Unterdorf gliedern.

## Geschichte
Die Ortschaft entstand als Haufendorf aus einer Reihe von zunächst miteinander unverbundenen Höfen bzw. Gehöften und wurde vermutlich erstmals von Siedlern bewohnt, die entlang des Siegtals und Pleisbachs oder der im Bergbereich verlaufenden Straßen zogen. Eine frühe Erwähnung des Ortes stammt aus dem Jahre 1506, als ein Kerstgen von Orescheit genannt wird. 1673 verzeichnete er zwölf steuerpflichtige Einwohner.
Orscheid (früher auch Orscheidt) zählt zu den acht Honschaften, aus denen sich das Kirchspiel Aegidienberg spätestens seit Mitte des 18. Jahrhunderts bis zur Auflösung des Herzogtums Berg im Jahre 1806 zusammensetzte. Der bis 1858 erhobene Aegidienberger Pfarrzehnt umfasste die vier Zehntdistrikte Orscheid, Retscheid, Kirche (mit Siefenhoven) und Hövel. 1862 wurde in südlicher Richtung  eine Verbindungsstraße zur heutigen Landesstraße 247 gebaut, die Richtung Bad Honnef und Asbach führt. 1866 nahm östlich des Ortsausgangs die „Katholische Volksschule Orscheid“ als gemeinschaftliche Einrichtung mit Wülscheid ihren Betrieb auf. 1885 zählte man in Orscheid 203 Einwohner in 48 Wohnhäusern. Am 12. Juni 1905 kam es zu einem Großbrand, der dreizehn Gebäude zerstörte.
1905 wurde zum Transport des in der Umgebung (darunter am Dachsberg) abgebauten Basalts eine Eisenbahnlinie (Schmalspurbahn) errichtet, die vom Bahnhof der Bröltaler Eisenbahn AG in Rostingen entlang des Quirrenbachs vorbei an Gratzfeld, Wülscheid und durch Orscheid bis nach Rottbitze führte. Ende der 1930er-Jahre wurde sie durch den Bau der damaligen Reichsautobahn unterbrochen und endete seitdem beim Forsthaus Orscheid – Anfang der 1950er-Jahre folgte der Abbau der Gleise. Der Bau der direkt westlich der Ortschaft verlaufenden Autobahn machte neben umfangreichen Erdbewegungen eine Flurbereinigung nötig und führte zum Versiegen einer am Forsthaus Orscheid gelegenen Quelle, außerdem zur Aufgabe einiger landwirtschaftlicher Betriebe. Im Sommer 1951 wurde mit dem Bau der Kreisstraße 6 von Himberg mit Unterquerung der Autobahn über Orscheid nach Wülscheid begonnen. Bis dahin verlief der Verkehr zwischen Orscheid und Wülscheid über die Straße In der Dornhecke weiter über eine heute nicht mehr vorhandene Trasse bis zur Straße Am Holzpütz.
Auf Betreiben der Wülscheider und Orscheider Bürger entstand 1955 am südlich gelegenen Dachsberg anstelle einer aus dem 19. Jahrhundert stammenden kleinen Kapelle die sogenannte Dachsbergkapelle. 1968 kam es im Zuge der landesweiten Einführung von Grund- und Hauptschulen zur Schließung der Orscheider Volksschule. Im vormaligen Schulgebäude wurde 1973 ein katholischer Kindergarten eröffnet, der 2008 von der Evangelischen Kirche übernommen wurde.

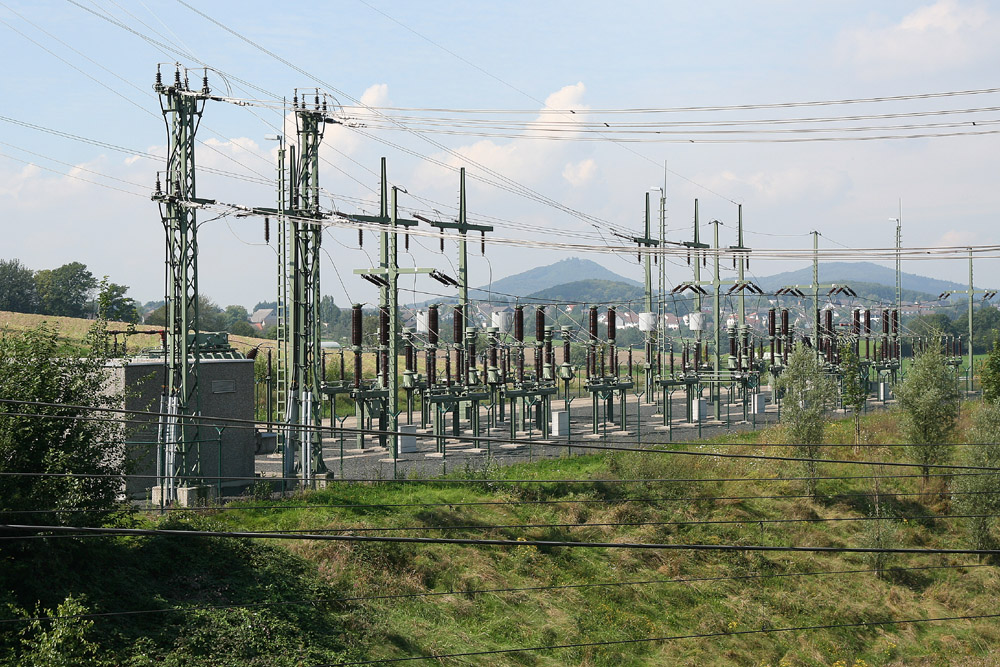
Das Unterwerk Orscheid

Westlich der Ortschaft entstand beim Bau der 2002 eröffneten ICE-Schnellfahrstrecke Köln–Rhein/Main mit dem Unterwerk Orscheid eines von sechs an der Strecke gelegenen Umspannwerken dieser Art.
Einwohnerentwicklung
| Jahr | Einwohner |
| ---- | --------- |
| 1816 | 156       |
| 1828 | 179       |
| 1843 | 204       |
| 1885 | 203       |
| 1905 | 153       |
| 1961 | 189       |

## Sehenswürdigkeiten

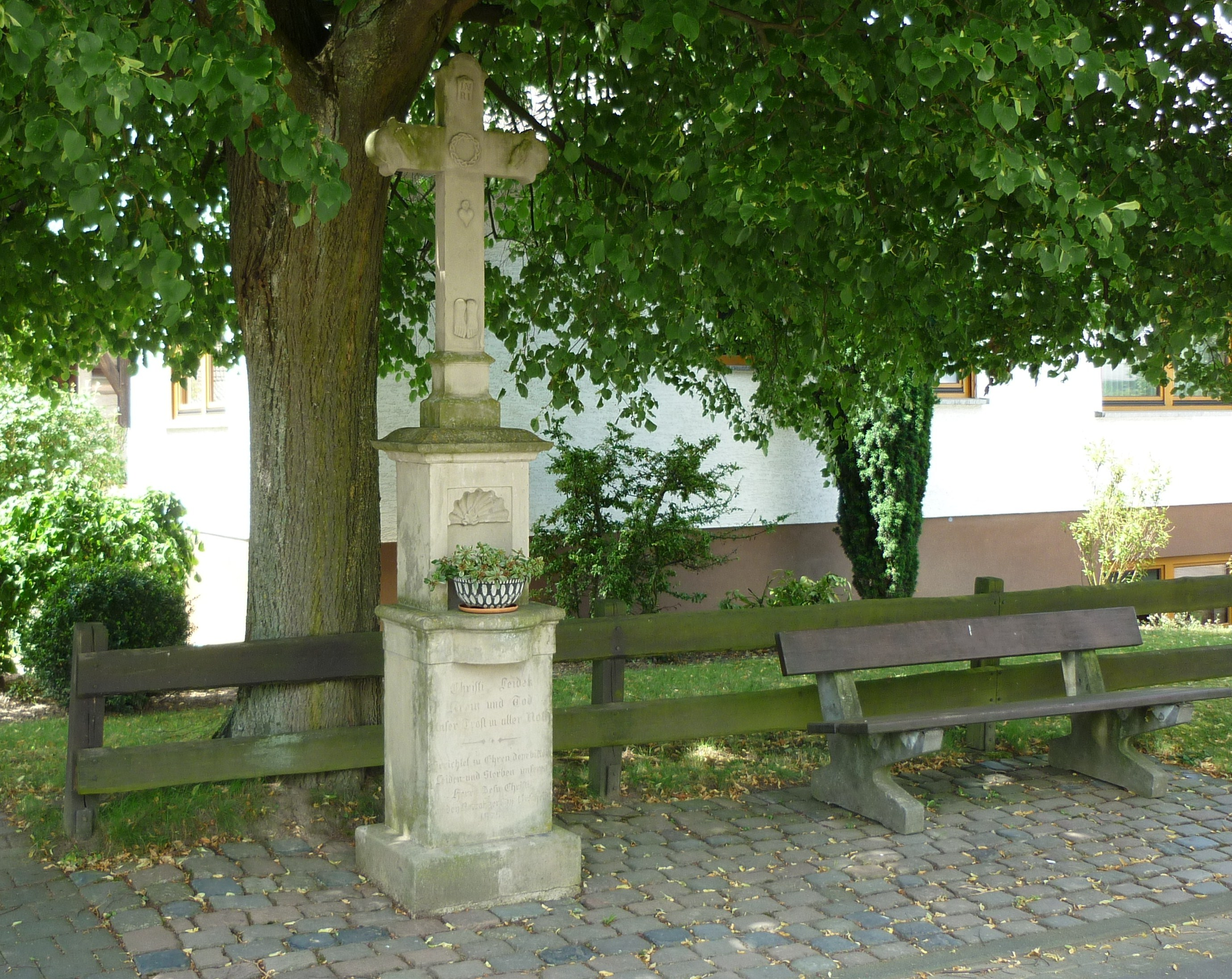
Votivkreuz Orscheider Str.

Als Baudenkmal in der Denkmalliste der Stadt ausgewiesen sind:
- ein Votivkreuz an der unteren Orscheider Straße, errichtet 1879 von den Dorfbewohnern → Eintrag in der Denkmalliste
- ein Wegekreuz an der oberen Orscheider Straße, außerhalb geschlossener Bebauung → Eintrag in der Denkmalliste

## Wappen

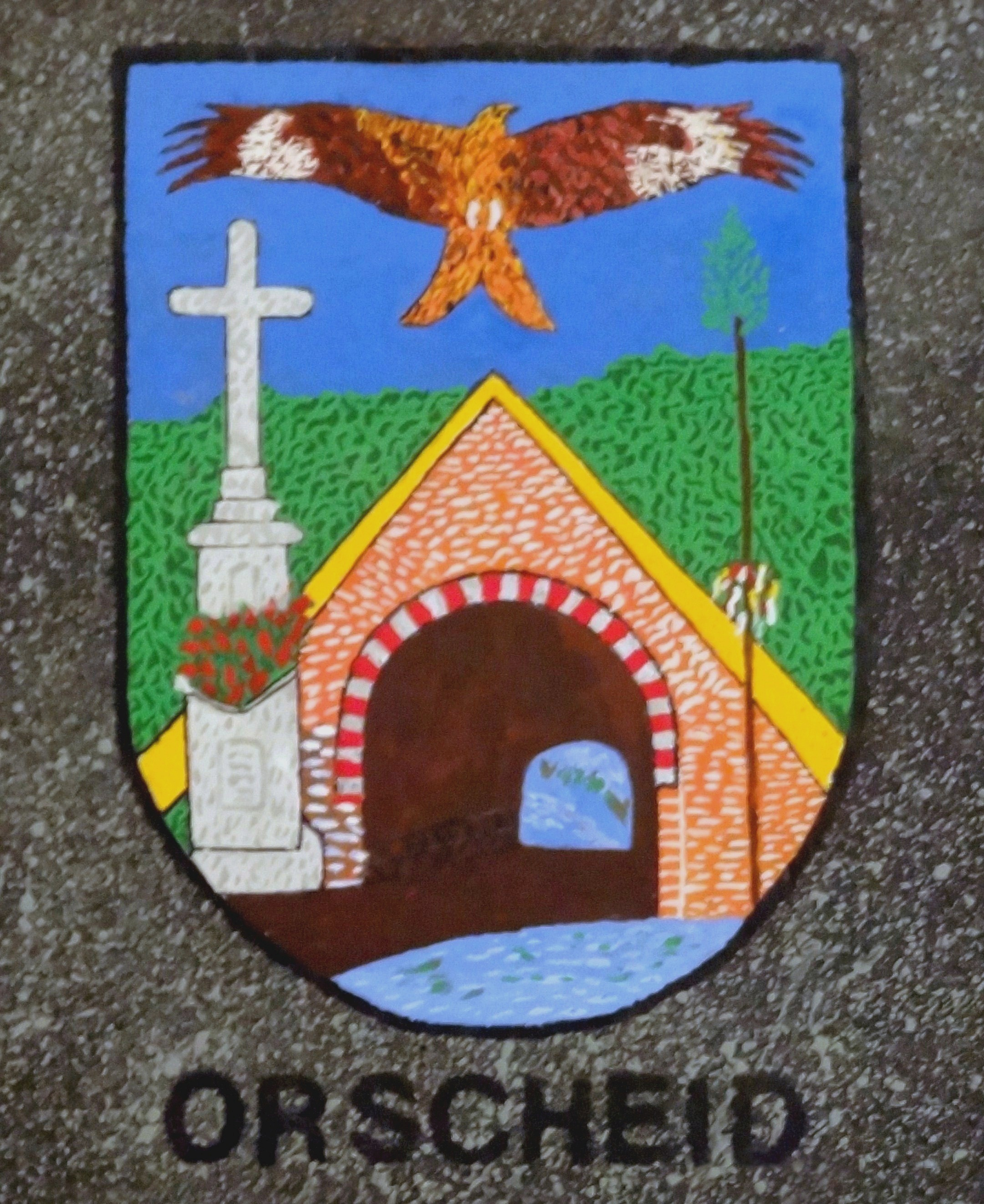
Schiefertafel als Ortswappen

2009 wurde durch den Künstler Richard Lenzgen eine Schiefertafel als Ortswappen von Orscheid geschaffen. Elemente des Wappens sind ein gewölbter Tunnel zur Unterführung der Autobahn (im Zweiten Weltkrieg als Zufluchtsort dienend und beim Neubau der ICE-Strecke zugeschüttet), zwei sich nach oben verjüngende gelbe Bahnen (die heutigen Verkehrswege Autobahn und ICE-Strecke symbolisierend), ein Wegekreuz (als Hinweis auf eine seit Ende des 19. Jahrhunderts alljährlich begangene Kreuzweihe), ein Maibaum (Symbol für die örtliche Brauchtumspflege) sowie ein Rotmilan (in den Wäldern um Orscheid beheimatet). Orscheid war der letzte der 13 Ortsteile von Aegidienberg, der eine Wappentafel erhielt.

## Persönlichkeiten
- Carlo Schmid (1896–1979), deutscher Politiker und renommierter Staatsrechtler, wohnte in den letzten Jahren seines Lebens in Orscheid